# Colotis erone
Colotis erone är en fjärilsart som först beskrevs av George French Angas 1849.  Colotis erone ingår i släktet Colotis och familjen vitfjärilar. Inga underarter finns listade i Catalogue of Life.

## Bildgalleri

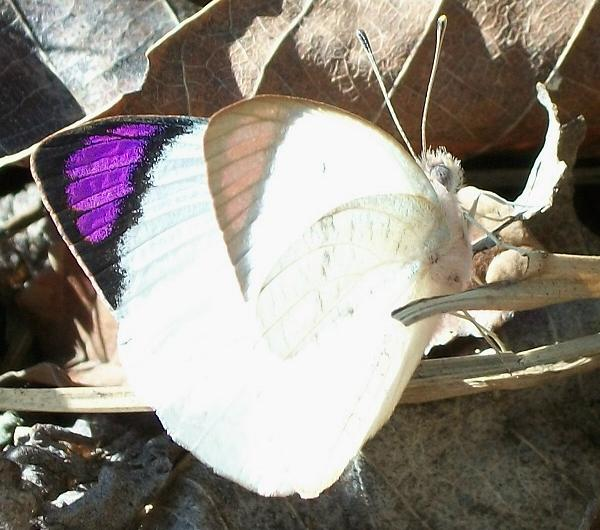
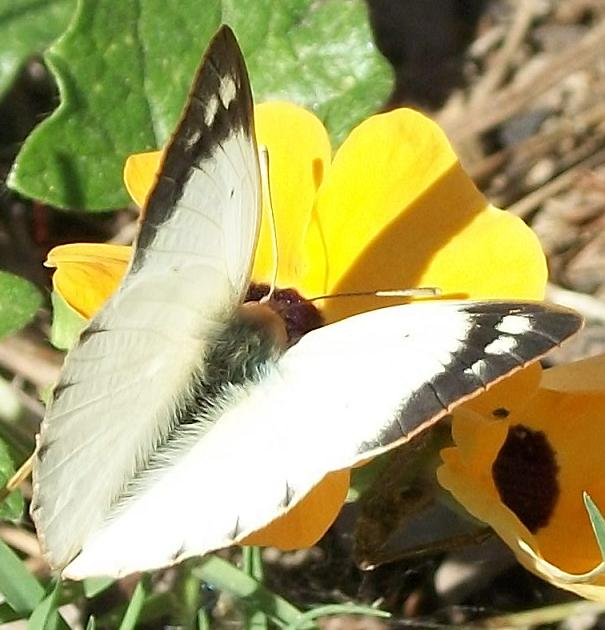